# Кертіс Ярвін
Кертіс Гай Ярвін (нар. 1973), відомий під псевдонімом Менціус Молдбаг (англ. Mencius Moldbug) — американський блогер. Разом із філософом Ніком Лендом заснував антиегалітарний і антидемократичний філософський рух, який називають Темним Просвітництвом або неореакційним рухом (NRx).
У своєму блозі «Unqualified Reservations» (Беззастережні застереження), який він вів з 2007 по 2014 рік, і на своїй пізнішій сторінці Substack під назвою «Grey Mirror», яку він запустив у 2020 році, стверджував, що американська демократія є невдалим експериментом, який має бути замінений підзвітною монархією, подібною до структури управління корпораціями. Ярвіна описують як «неореакціонера» та «неомонархіста», який вважає, що лібералізм створює тоталітарну систему, подібну до «Матриці», і хоче замінити американську демократію на свого роду техномонархію.
У 2002 році Ярвін почав працювати над своїм програмним проєктом, який згодом перетворився на мережеву обчислювальну платформу Urbit. У 2013 році він став співзасновником компанії Tlon, щоб контролювати розвиток Urbit, і допомагав керувати проєктом до 2019 року. 

## Біографія

### Молодість і освіта
Кертіс Гай Ярвін народився в 1973 році в освіченій, ліберальній, світській родині, що сповідувала ідеали інтелектуального розквіту та прогресу. Його дідусь і бабуся з боку батька, американські євреї та віддані комуністи, вплинули на його раннє світоглядне становлення. Батько, Герберт Ярвін, служив офіцером дипломатичної служби США, а мати, протестантка з округу Вестчестер, втілювала дух американського індивідуалізму.
Ярвін провів частину свого дитинства за кордоном, переважно на мальовничому острові Кіпр, що надало йому широку перспективу світового громадянина. У 1985 році він повернувся до США і блиснув своїми талантами у престижному дослідженні Джонса Гопкінса про математично обдаровану молодь. Після цього він вступив до Університету Брауна, який закінчив у 1992 році. Спраглий знань, Ярвін продовжив освіту в аспірантурі з інформатики в Каліфорнійському університеті в Берклі. Однак, прагнення до інновацій та реальних змін спонукало його покинути навчання через півтора року, щоб зануритися в динамічний світ технологічної індустрії.
У 1980–1990-х роках на Ярвіна вплинула лібертаріанська технологічна культура Кремнієвої долини.  Ярвін читав праві та американські консервативні твори. Лібертаріанський професор права Університету Теннессі Гленн Рейнольдс познайомив його з такими письменниками, як Людвіг фон Мізес і Мюррей Ротбард. Відмова Мізеса від емпіризму та австрійської школи, які натомість віддавали перевагу дедукції з початкових принципів, вплинула на світогляд Ярвіна. 
Псевдонім Ярвіна, Mencius Moldbug, є поєднанням класичного імені «Mencius» і гри на «золотий жук».

### Urbit
У 2002 році Ярвін заснував комп'ютерну платформу Urbit як децентралізовану мережу персональних серверів. У 2013 році він став співзасновником компанії Tlön Corp у Сан-Франциско для подальшого розвитку Urbit за кошти венчурного фонду Пітера Тіля.
У 2016 році Ярвіна запросили представити аспекти функціонального програмування Urbit на LambdaConf 2016, що призвело до відкликання п'яти доповідачів, двох субконференцій і кількох спонсорів.
Ярвін покинув Tlon у січні 2019 року, але зберіг певну інтелектуальну та фінансову участь у розвитку Urbit.

### «Неореакційне» блогерство
Прочитання Ярвіном Томаса Карлейля переконало його, що лібертаріанство є приреченим проектом без включення авторитаризму, а книга Ганса-Германа Хоппе 2001 року «Демократія: Бог, який зазнав краху» ознаменувала перший розрив Ярвіна з демократією. Іншим впливом був Джеймс Бернем, який стверджував, що реальна політика відбувається через дії еліт, за тим, що він називав очевидною демократичною чи соціалістичною риторикою.
У 2000-х невдачі під проводом США розбудови нації в Іраку та Афганістані посилили антидемократичні погляди Ярвіна, дії федерального уряду у відповідь на фінансову кризу 2008 року зміцнила його лібертаріанські переконання, а обрання Барака Обами президентом США пізніше того ж року зміцнило його віру в те, що історія неминуче рухається до «лівих» суспільств.
Аби просувати свої політичні погляди в 2007 році Ярвін почав вести блог Unqualified Reservations. Він майже припинив оновлювати свій блог у 2013 році, коли почав зосереджуватися на Urbit; у квітні 2016 року він оголосив, що Unqualified Reservations «виконав свою місію».
Станом на 2022 рік Ярвін публікує свої погляди на Substack під назвою Gray Mirror.

## Погляди

### Темне Просвітництво
Ярвін вважає, що справжня політична влада в Сполучених Штатах належить тому, що він називає «Катедрал» (анлг. Cathedral) злиттю університетів і основних засобів масової інформації, (по аналогії з Католицькою корпоравною структурою, тому не є терміном, що може відсилати до православного собору). За його словами, так звана соціальна класу «Брахмани» домінує в американському суспільстві, проповідуючи прогресивні цінності масам. Ярвін і рух «Темне Просвітлення» (іноді скорочено як «NRx») стверджують, що прихильність «Катедралу» до рівності та справедливості руйнує суспільний порядок. Використовуючи комп'ютерні метафори, Ярвін стверджує, що суспільству потрібен «жорстке скидання» або «перезапуск», а не серія поступових політичних реформ. Замість активізму він пропагує пасивізм, стверджуючи, що прогресивізм зазнає краху без опору правих. За його словами, прихильники NRx повинні розробляти «нові архітектури виходу», а не займатися неефективним політичним активізмом.
Ярвін виступає за «неокамералістську» філософію, засновану на камералізмі Фрідріха Великого Прусського. На думку Ярвіна, демократичні уряди неефективні та марнотратні й мають бути замінені суверенними акціонерними корпораціями, чиї «акціонери» (великі власники) обирають виконавчого директора з повною владою, який повинен служити на їхню користь. Виконавчий директор, не обтяжений ліберально-демократичними процедурами, міг би керувати ефективно, як генеральний директор-монарх. Ярвін захоплюється китайським лідером Ден Сяопіном за його прагматичний і ринково орієнтований авторитаризм, а також містом-державою Сінгапур як прикладом успішного авторитарного режиму. Він вважає, що США м'які до злочинності, домінують економічні та демократичні ілюзії.
Ярвін підтримує авторитаризм на правих лібертаріанських засадах, стверджуючи, що поділ політичного суверенітету розширює масштаби держави, тоді як сильні уряди з чіткою ієрархією залишаються мінімальними та вузько спрямованими. За словами науковця Джошуа Тейта, «Молдбаг уявляє радикальну лібертаріанську утопію з максимальною свободою у всьому, крім політики.» Він виступав за одностатеві шлюби, свободу релігії, приватне вживання наркотиків і писав проти дискримінаційних законів за расовою або гендерною ознакою, хоча, за словами Тейта, «він свідомо пропонував приватні реформи соціального забезпечення та в'язниць, що нагадували рабство». Тейт описує писання Ярвіна як суперечливі: «Він виступає за ієрархію, але глибоко ненавидить культурну еліту. Його політичне бачення футуристичне й лібертаріанське, але висловлене мовою монархії та реакції. Він нерелігійний і соціально ліберальний з багатьох питань, але гнівно антипроґресивний. Він представляє себе як мислителя в пошуках правди, але зізнається у брехні своїм читачам, насичуючи свої аргументи жартами та іронією. Ці напруги вказують на ширші тріщини серед онлайн-правих.»
Під псевдонімом Молдбаг, Ярвін виступив з промовою про «перезапуск» американського уряду на конференції BIL у 2012 році. Він використовував її для пропаганди акроніма «RAGE», який визначив як «Звільніть всіх державних службовців». Він описав, що він вважав недоліками прийнятої «міфології Другої світової війни», натякаючи на ідею, що вторгнення Гітлера були актами самозахисту. Він стверджував, що ці розбіжності були нав'язані «правлячими комуністами» Америки, які винайшли політкоректність як «надзвичайно складний механізм для переслідування расистів і фашистів». "Якщо американці хочуть змінити свій уряд, " сказав він, «вони повинні подолати свою фобію диктаторів.»
У першій статті, опублікованій на Unqualified Reservations у 2007 році під назвою «формалістський маніфест», Ярвін назвав свою концепцію узгодження прав власності з політичною владою «формалізмом», тобто формальним визнанням реалій існуючої влади, яку, на його думку, має зрештою замінити нова ідеологія, що відкидає прогресивні доктрини, які передаються «Катедралом». Перше використання терміна «неореакційний» для опису свого проекту Ярвін зробив у 2008 році. Його ідеї також були описані Діланом Меттюзом з Vox як «неомонархічні».
Ідеї Ярвіна мали вплив серед правих лібертаріанців і палеолібертаріанців, а публічні дискурси видатних інвесторів, таких як Пітер Тіль, відображали проект Ярвіна щодо виходу з США для створення технократичних диктатур генеральних директорів. Політичний стратег Стів Беннон читав і захоплювався його роботами.
За словами Тейта, «Найважливішим зв'язком Молдбага є його стосунки з інвестором-підприємцем Тілем». Тіль був інвестором у стартап Ярвіна Tlon і дав 100 000 доларів співзасновнику Tlon Джону Бернхему у 2011 році. У 2016 році Ярвін приватно заявив Міло Яннопулосу, що він «консультував Тіля» і що він дивився вибори в США 2016 року в будинку Тіля. У своїх працях Ярвін вказував на ессе Тіля 2009 року, в якому останній заявив: «Я більше не вірю, що свобода і демократія сумісні… З 1920 року значне збільшення кількості одержувачів соціальної допомоги та розширення франшизи на жінок — дві групи, які є відомо важкими для лібертаріанців — зробили ідею „капіталістичної демократії“ оксюмороном.»
Інвестор Балажі Срінівасан також підтримав ідеї Ярвіна щодо технокорпоративного камералізму. У своїй промові 2013 року він виступав за «суспільство, кероване Силіконовою долиною (…) добровільне суспільство, зрештою поза межами США, кероване технологіями.»

### Альтернативні праві
Ярвіна описували як частину альт-правих журналісти та коментатори. Журналіст Майк Вендлінг назвав Ярвіна «улюбленим філософським інструктором альт-правих». Тейт описує Unqualified Reservations як «інтелектуального попередника та пізніше супутника трансгресивної анти-політкоректної метаполітики розпливчастих онлайн-спільнот, таких як 4chan і /pol/». Ярвін публічно дистанціювався від альт-правих. У приватному повідомленні Ярвін порадив Міло Яннопулосу, тодішньому репортеру Breitbart News, поводитися з неонацистами «так, як деякий бездоганно одягнений високопоставлений комуністичний репортер NYT поводиться з натовпом брудних анархістських хіпі. Патронізуюча зневага. Ваше серце в правильному місці, молода леді, тепер прийміть душ і поголіться.»
У Vanity Fair Джеймс Поґ сказав про Ярвіна: «Деякі з творів Ярвіна з (його блогу Unqualified Reservations) настільки радикально праві, що їх майже потрібно читати, щоб повірити, як-от той випадок, коли він критикував атаки норвезького ультраправого терориста Андерса Брейвіка, який вбив 77 людей, включаючи десятки дітей у молодіжному таборі, не на тій підставі, що тероризм неправильний, а тому що вбивства не зроблять нічого ефективного для повалення того, що Ярвін називав 'комуністичним' урядом Норвегії. Він стверджував, що Нельсон Мандела, колишній голова військового крила Африканського національного конгресу, схвалював терористичну тактику та політичні вбивства проти опонентів, і сказав, що будь-хто, хто стверджує, що 'Святий Мандела' є більш невинним, ніж Брейвік, може мати 'матір, яку ви хотіли б трахнути'.»
У Commonweal Метт МакМанус сказав про Ярвіна: «Він справляє враження своєрідного третьосортного авторитарного Девіда Фостера Воллеса, який поєднує пост-постмодерністську книжкову еклектичність із прагненням спілкуватися з і впливати на молодих невдоволених білих чоловіків. Його твори сповнені сумнівних історичних тверджень, зазвичай змішаних з тонко завуальованою нетерпимістю та пудровим видом середньокласової зарозумілості.»
Ярвін потрапив у поле зору громадськості у лютому 2017 року, коли журнал Politico повідомив, що Стів Беннон, який обіймав посаду головного стратега Білого дому при президенті США Дональді Трампі, читав блог Ярвіна і що Ярвін «відкрив канал до Білого дому, спілкуючись з Бенноном та його помічниками через посередника.» Історія була підхоплена іншими журналами та газетами, включаючи The Atlantic, The Independent та Mother Jones. Ярвін заперечував Vox, що він будь-яким чином контактував з Бенноном, хоча жартома сказав The Atlantic, що його контактом у Білому домі був користувач Twitter Bronze Age Pervert. Пізніше Ярвін передав копію книги Bronze Age Mindset автора Bronze Age Pervert Майклу Антону, колишньому високопоставленому чиновнику національної безпеки в адміністрації Трампа.